# Całodróg
Całodróg (łac. Cealadragus) – władca Wieletów panujący na początku IX wieku, młodszy syn księcia Luba.
Po śmierci Luba w bitwie z Obodrytami władzę przejął jego syn Miłogost. Ponieważ nie sprawował władzy zgodnie ze zwyczajami plemiennymi, został obalony, a tron ofiarowano jego bratu Całodrogowi. Zgodnie z Annales regni Francorum wywołany w ten sposób zatarg o tron rozwiązał cesarz Ludwik Pobożny na sejmie we Frankfurcie nad Menem w 823 roku, po zasięgnięciu rady starszyzny wieleckiej uznając za prawowitego władcę Całodroga.